# Buraimi
Buraimi (arabisch البريمي, DMG al-Buraimī) ist eine Oasenstadt im Norden Omans, an der Grenze zwischen dem Sultanat Oman und den Vereinigten Arabischen Emiraten. Der Hauptort auf Seiten der Vereinigten Arabischen Emirate ist al-Ain. Im Jahr 2010 hatte Buraimi etwa 60.000 Einwohner. Die Stadt gehörte bis zum Oktober 2006 zur Region Az-Zahirah, seitdem zum neugeschaffenen Gouvernement Buraimi, dessen Hauptstadt sie ist. Das Gouvernement Buraimi ist in die Wilayat Al Buraimi, Mahdha und Al Sinaina unterteilt. Die Stadt Buraimi ist ebenfalls Hauptstadt des Wilaya Buraimi. Der Verwaltungsbezirk hat eine Größe von 1223 km² und eine Einwohnerzahl von 63.159 Personen.
|                       | Jan  | Feb  | Mär  | Apr  | Mai  | Jun  | Jul  | Aug  | Sep  | Okt  | Nov  | Dez  |   |      |
| Mittl. Tagesmax. (°C) | 23,6 | 26,2 | 30,3 | 36,2 | 41,5 | 43,7 | 43,9 | 43,7 | 41,0 | 36,9 | 31,0 | 26,0 | ⌀ | 35,4 |
| Mittl. Tagesmin. (°C) | 11,4 | 13,6 | 16,5 | 20,6 | 24,6 | 27,3 | 29,8 | 30,1 | 27,0 | 22,4 | 17,2 | 13,4 | ⌀ | 21,2 |
|                       |      |      |      |      |      |      |      |      |      |      |      |      |   |      |
| Niederschlag (mm)     | 20,4 | 15,2 | 15,7 | 6,2  | 4,1  | 2,4  | 11,7 | 2,7  | 2,0  | 0,3  | 0,0  | 14,2 | Σ | 94,9 |

| 11,4 |

| 13,6 |

| 16,5 |

| 20,6 |

| 24,6 |

| 27,3 |

| 29,8 |

| 30,1 |

| 27,0 |

| 22,4 |

| 17,2 |

| 13,4 |

| 11,4 |

| 13,6 |

| 16,5 |

| 20,6 |

| 24,6 |

| 27,3 |

| 29,8 |

| 30,1 |

| 27,0 |

| 22,4 |

| 17,2 |

| 13,4 |

## Geschichte
Seit hunderten von Jahren ist die Gegend um al-Ain und al-Buraimi als „Buraimi-Oase“ bekannt. Diese Bezeichnung bezieht sich nicht nur auf die Palmenhaine, sondern auf die gesamte Region. Erst seit 1972, seitdem die Grenze zwischen den Vereinigten Arabischen Emiraten (VAE) und dem Sultanat Oman festgelegt wurde, setzten sich die geographischen Bezeichnungen al-Ain für den Teil, der in den Vereinigten Arabischen Emiraten liegt, und al-Buraimi für das Gebiet auf omanischer Seite durch.
Die Zugehörigkeit des Territoriums ist im arabischen Verständnis weniger an das Land als vielmehr an die Kontrolle über die Leute gebunden. Daher muss die Zugehörigkeit dieser Region unter diesem Aspekt betrachtet werden.
Im 18. Jahrhundert wurden die Gegend vom Stamm der Nadschdis bevölkert, die Scheich Muhammad ibn Abd al-Wahhab Tribut zollten. Er trieb die sog. Zakat, die religiöse Armensteuer, ein. 1819 kam Buraimi wieder unter die Kontrolle des mächtigen Sultans von Maskat. Allerdings hatten auch zwei starke Persönlichkeiten der Nordküste, der Scheich von Abu Dhabi und der Scheich von Schardscha (heute gehören beide Scheichtümer zu den Vereinigten Arabischen Emiraten), eigene Herrschaftsansprüche auf die Region.
Um 1830 übernahm der Nadschdi-Stamm selbst die Verwaltung und trieb die Zakat ein. 1869 wurde sie durch eine Allianz durch den Sultan von Maskat und Scheich Zayed bin Khalifa Al Nahyan von Abu Dhabi abgelöst. Scheich Zayed hatte eine überragende Position in sechs der acht Dörfer. Bei den Grenzverhandlungen im Jahre 1935 wurde das Gebiet nicht von den Saudis beansprucht, und 1940 wurde Zayid bin Sultan Al Nahyan (nun Präsident der Vereinigten Arabischen Emirate) als Gouverneur die führende Persönlichkeit in der Oase.
Die Einwohnerzahl betrug 1949 insgesamt etwa 25.000 Einwohner. In den 1950er Jahren gab es zwischen dem Sultanat Maskat und Oman und dem neu gegründeten Königreich Saudi-Arabien Grenzstreitigkeiten um die Zugehörigkeit der Oase Buraimi. Der Sultan konnte mit Hilfe der Briten diese Ansprüche abwehren.
Bevor die wirtschaftliche Entwicklung des Gebietes begann, gab es neun kleine Dörfer, davon drei auf der omanischen Seite: Buraimi, Hamasa und as-Sara. Die anderen sechs Dörfer gehören zu den VAE: al-Ain, Muwaiqik, Mataradh, Dschimi, Attara und Hilli. Am 16. September 2006 wurde die Grenze um etwa acht Kilometer in der Gegend von Hilli verlegt. Seitdem ist die traditionell offene Grenze stark gesichert und bewacht. Touristen können nur noch den einzigen Checkpoint passieren. Nur Angehörige der Mitgliedsstaaten des Golfkooperationsrats (GCC) können die alte Grenzstation in der Nähe von al-Ain passieren.

## Grenzsicherung

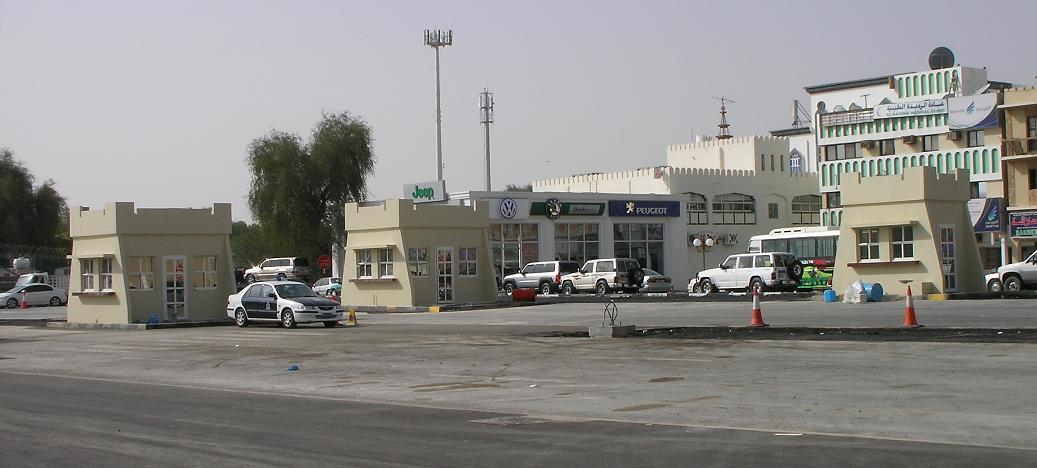
Grenze 2006

Gegenüber von Buraimi befindet sich al-Ain. Die Grenze ist jedoch nicht mehr nur verwaltungstechnischer Natur, sondern ist durch einen hohen Zaun mit NATO-Draht-Rollen verstärkt worden. Die Grenzdurchlässe nach Buraimi werden von der Polizei überwacht. Sollte beim Besuch in Oman eine Ausreise aus dem VAE-Gebiet im Reisepass eingestempelt worden sein, so muss bei der Rückkehr auf jeden Fall ein Wiedereinreisestempel besorgt werden, weil sonst bei der Ausreise z. B. über Dubai die Grenzkontrolle erhebliche Probleme bereitet.

## Demographie
Die Bevölkerung im Verwaltungsbezirk Buraimi wuchs lt. offiziellen Angaben von 2006 auf 2007 um 14,8 %, wobei der Inländeranteils um 1,0 % und der Ausländeranteil weitaus stärker um 18,4 % anstieg. Die Zahlen im Einzelnen:
| Wilaya Buraimi    | 2007   | 2006   |
| ----------------- | ------ | ------ |
| Gesamtbevölkerung | 84.567 | 76.284 |
| davon Inländer    | 35.828 | 35.104 |
| davon Ausländer   | 48.739 | 41.180 |
| Ausländerquote    | 57,6 % | 54,0 % |

## Schulische und universitäre Einrichtungen
Am Ort befindet sich das private al-Buraimi College, eine Einrichtung des tertiären Sektors auf Fachhochschulniveau, an dem verschiedene Bachelor- und Diplomabschlüsse erworben werden können. Daneben existiert seit November 2010 die Universität Buraimi.